# هذيل بن مدركة
هذيل بن مدركة بن إلياس جد جاهلي من آل إسماعيل تنتسب اليه قبيلة هذيل وذكر الهمداني انه سيد مكة في عصره. وهو أكبر أبناء مدركة بن إلياس والحفيد الأول لإلياس بن مضر. والعم الأكبر لقبائل كنانة وأسد والهون . وبه يكنى أبيه وإليه ينسب جمله من الصحابة الكرام والفرسان والشعراء والفقهاء والعلماء والمحدثين والمجاهدين. ومات على الحنيفية ملة إبراهيم قبل ان يبدل عمرو بن لحي دين العرب.

## نسبه
- هذيل بن مدركة بن إلياس بن مضر بن نزار بن معد بن عدنان.[3] من ذرية النبي إسماعيل ابن إبراهيم عليهما السلام.
  - وقد ذكر ابن عبد البر انه: هذيل بن خزيمة بن مدركة. وهو مخالف للمشهور.[4]

- تزوج امرأة من قبيلة بلي (ليلى بنت فران بن بلي بن الحاف بن قضاعة بن معد بن عدنان).[5] وأنجب منها أبناؤه كلهم.

وفي هذيل بن مدركة يقول الشاعر:

## أقاربه

### أمه
- اختلف في أم هذيل وخزيمة مع اتفاقهم على كون اسمها سلمى واختلفوا في نسبها:
  - القول الأول - سلمى بنت أسد بن ربيعة بن نزار بن معد بن عدنان. ذكره الزبيري.[7]
  - القول الثاني - سلمى بنت أسلم بن الحاف بن قضاعة بن معد بن عدنان. ذكرة البلاذري.[8][9]

### أخواله
- لمن قال ان امه قضاعية فخاله:
  - (سود بن أسلم بن الحاف بن قضاعة بن معد بن عدنان) وهو جد جهينة ونهد.
- لمن قال ان امه ربعية فخاله:
  - (عنزة بن أسد بن ربيعة بن نزار بن معد بن عدنان) وهو جد قبائل عنزة.

### أعمامه وعماته
- (طابخة بن الياس بن مضر بن نزار بن معد بن عدنان). جد مزينة وبني تميم والرباب وضبة.
- (قمعة بن الياس بن مضر بن نزار بن معد بن عدنان). جد خزاعة وأسلم.
- (عمرة بنت الياس بن مضر بن نزار بن معد بن عدنان). ام عمرو بن قيس وخصفة بن قيس وسعد بن قيس.[10]

### أخوانة من أمه وأبية.[11]
- (خزيمة بن مدركة). أخوة الأصغر وشقيقة وهو جد النبي محمد (الرابع عشر).
- (غالب بن مدركة). وبنوة دخلوا في قبيلة القارة حلفا.[12]
- (جديلة بنت مدركة). وهي ام قبيلة فهم وعدوان فيكون هذيل خالهما.

- (قيس بن مدركة)
- (سعد بن مدركة)
- (غالب بن مدركة). يقال ان ذريته دخلوا في قبيلة القارة.

### أخوانة لأمة سلمى
وام هذيل وخزيمة هي ليلى بنت أسلم بن الحاف بن قضاعة ولها من زوجها أبناء أخرين يعتبرون إخوة لهذيل وخزيمة منهم:
- (تغلب الغلباء بن حلوان بن عمران بن الحاف بن قضاعة)
- (زبان (علاف) بن حلوان بن عمران بن الحاف بن قضاعة)
- (غشم بن حلوان بن عمران بن الحاف بن قضاعة)
- (مراح بن حلوان بن عمران بن الحاف بن قضاعة)
- (عمرا بن حلوان بن عمران بن الحاف بن قضاعة)
- (عائد بن حلوان بن عمران بن الحاف بن قضاعة)
- (عائدة بن حلوان بن عمران بن الحاف بن قضاعة)
- (يزيد بن حلوان بن عمران بن الحاف بن قضاعة)

### أبناء أخوانة
- (كنانة بن خزيمة بن مدركة) - جد قبيلة كنانة.
- (أسد بن خزيمة بن مدركة) - جد قبيلة بني أسد.
- (الهون بن خزيمة بن مدركة) - جد قبائل القارة.

### أبنائه
ولهذيل عدة أبناء منهم:
- (سعد بن هذيل) - أبنه الأكبر وبه يكنى.
- (لحيان بن هذيل) - ابنه الثاني.
- (خباب بن هذيل) - لا يعرف له ذرية ويقال انه تصحيف لأسم لحيان.
- (هرمة بن هذيل) - لا يعرف له ذرية وفي قريش بطن يقال لهم بنو هرمة بن هذيل.
- (عميرة بن هذيل).

### أبناء أخته
- (عدوان بن عمرو بن قيس) - جد قبيلة عدوان.[16]

### جد من ناحية الأم
يكون جدا من ناحية الأم لعدة أجداد من القبائل.
- (معاوية بن بكر بن هوازن) - جد معظم قبائل هوازن.
  - امه عاتكة بنت سعد بن هذيل فيكون هذيل جده من جهة أمة
- (قسي بن منبه) - جد قبيلة ثقيف.
  - امه اميمة بنت سعد بن هذيل فيكون هذيل جده من جهة أمة.

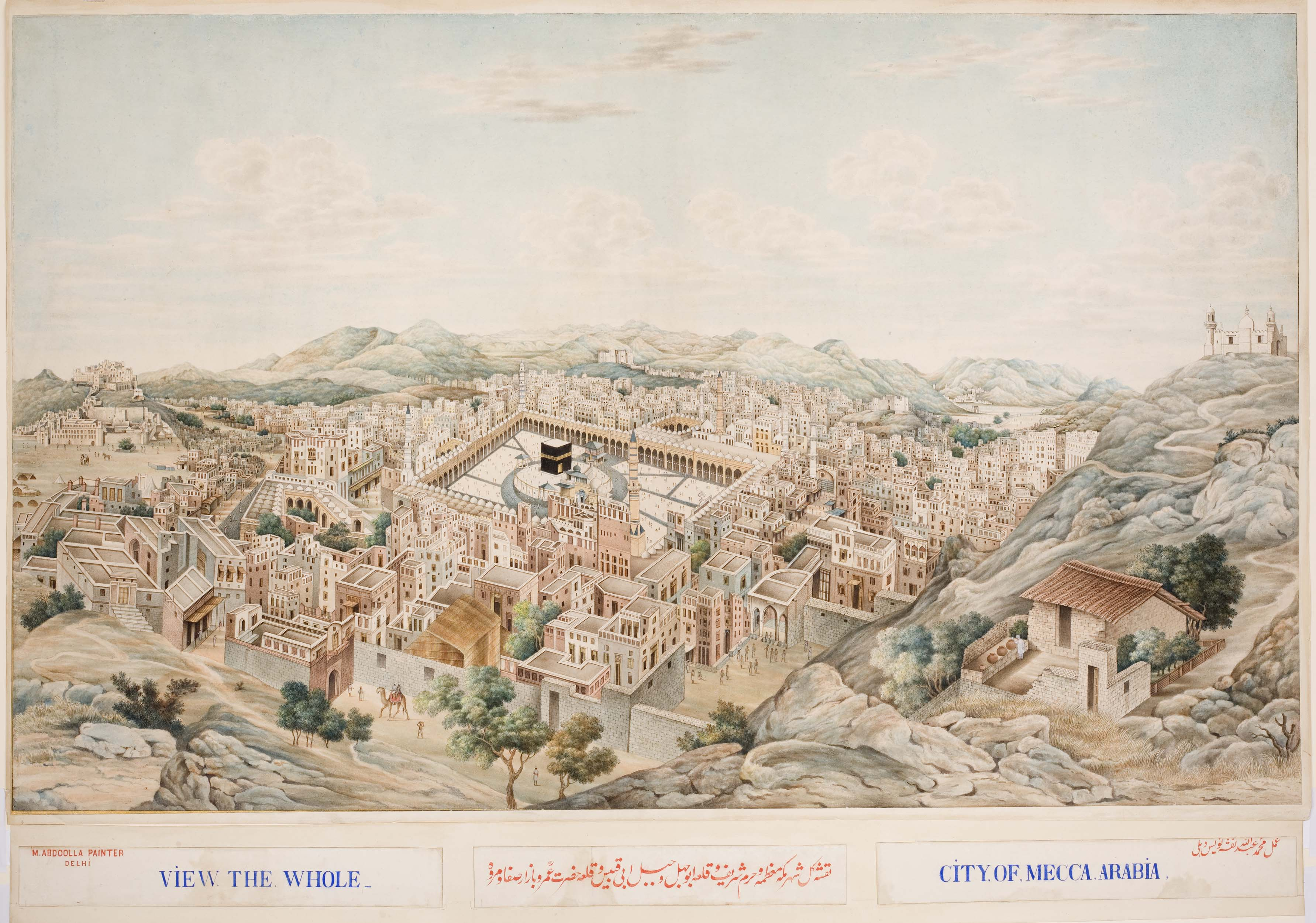
مدينة مكة قديما

## معنى أسمه
يعود اسم هذيل إلى الجذر اللغوي هذل، الذي يحمل صفات الذئب من الخفة والسرعة ولذلك العرب تسمي الذئب هذلول. وقد أطلقت العرب اسم الهذلول على الرجل السريع الخفيف، وكذلك يُسمى الفرس القوي هذلولًا، كما تُطلق الكلمة على التلة، بل وحتى على المصيبة.
والأقرب أن أسم هذيل مشتق من الهذلول، أي الذئب، الذي يجمع صفات القوة والخفة، وهو ما يتوافق مع عادة العرب في تسمية أبنائها بأسماء المفترسات، مثل أسد ونمير وغيرهما.

## وصية أبيه له
وكان والد هذيل هو مدركة بن الياس سيد ولد أسماعيل في عصرة فلما حضرته الوفاة جمع بنوه هذيل وخزيمة فأوصاهم وصية في خبر طويل وذكر أبو البقاء الحلي خبره فقال: